# Trần Thiếu Đế
Trần Thiếu Đế (chữ Hán: 陳少帝; 1396 - 1400?) là vị hoàng đế thứ 13 và là vị hoàng đế cuối cùng của triều đại nhà Trần trong lịch sử Việt Nam.
Lúc Thiếu Đế lên ngôi, Thượng hoàng Trần Nghệ Tông đã băng hà, quyền thần Hồ Quý Ly, cũng là ông ngoại Thiếu Đế, càng nôn nóng muốn tước đoạt ngôi vị họ Trần. Năm 1400, Thiếu Đế bị buộc phải nhường ngôi, sự kiện như Hán Hiến Đế Lưu Hiệp nhường ngôi cho Tào Phi.
Thiếu Đế bị phế nhưng vì là cháu của Hồ Quý Ly nên không bị giết, chỉ bị giáng xuống làm Bảo Ninh Đại vương (保寧大王). Triều đại nhà Trần chính thức bị soán vị sau 175 năm trị vì Đại Việt.
Sau này nhà Minh đem quân sang tiêu diệt nhà Hồ thì số phận của ông không rõ.

## Thân thế
Trần Thiếu Đế tên húy là Trần An (𭴣), là con trưởng của Trần Thuận Tông, mẹ là Khâm Thánh Hoàng hậu Lê Thánh Ngâu, con gái lớn của Lê Quý Ly  và Huy Ninh Công chúa. Trần Thiếu Đế lên ngôi tháng 3 năm Mậu Dần (1398) lúc mới chỉ có 2 tuổi.

## Cai trị
Hồ Quý Ly thao túng triều đình nhà Trần, sau khi phế truất Thuận Tông, ông đưa Thiếu Đế lên ngôi nhằm từng bước đoạt ngôi của nhà Trần. Thiếu Đế tuy gọi là Hoàng đế nhưng chỉ là hư vị. Sau khi Thiếu Đế lên ngôi, Quý Ly tự xưng là Khâm Đức Hưng Liệt Đại vương (欽德興烈大王).

### Quyền lực Quý Ly lớn mạnh
Tháng 4, năm 1399, Quý Ly họp thề ở Đống Sơn (xã Cao Mật, huyện Vĩnh Lộc, thuộc tỉnh Thanh Hóa). Thái bảo Trần Nguyên Hãn (陳元沆), Thượng tướng quân Trần Khát Chân (陳渴真) và Xa kỵ Tướng quân Phạm Khả Vĩnh (范可永) có mưu ám sát Quý Ly mà không thành; liêu thuộc, thân thích gồm hơn 370 người đều bị giết cả, tịch thu gia sản, con gái bắt làm nô tỳ, con trai từ 1 tuổi trở lên bị chôn sống, hoặc bị dìm nước. Lùng bắt dư đảng liền mấy năm không ngớt. Người quen biết nhau chỉ đưa mắt ra hiệu, không dám nói chuyện với nhau. Nhà dân không được chứa người đi đường ngủ trọ, hễ có người ngủ trọ, thì phải báo nhà láng giềng, cùng nhau xét hỏi giấy tờ, hành lý, lý do đi qua để làm chứng cứ bảo lĩnh. Các xã đều đặt điểm tuần, ngày đêm tuần tra canh giữ. Lễ minh thệ từ đó không cử hành nữa.
Hồ Quý Ly tự xưng là Quốc tổ Chương hoàng (國祖章皇), ra vào dùng 12 lạng vàng; con thứ là Hán Thương xưng Nhiếp Thái phó, con cả là Nguyên Trừng làm Tư đồ.
Tình hình Đại Việt lúc này càng thêm hỗn độn, giặc cướp Nguyễn Nhữ Cái nổi lên có hàng vạn người, cướp bóc bừa bãi, khiến triều đình bó tay, mãi 4 tháng sau An phủ sứ Đông lộ Nguyễn Bằng Cử ra quân đánh dẹp mới yên.

### Bị ép nhường ngôi
Ngày 28 tháng 2 năm Canh Thìn (1400), Thiếu Đế bị ép nhường ngôi. Quý Ly sai tông thất nhà Trần và quần thần phải 3 lần dâng biểu khuyên mới chịu nhận. Lê Quý Ly lên ngôi đặt niên hiệu Thánh Nguyên (聖元), quốc hiệu Đại Ngu đổi sang họ Hồ, lập nên nhà Hồ (胡).

## Sau này
Thiếu Đế bị phế nhưng vì là cháu của Hồ Quý Ly nên không bị giết như cha mình, chỉ bị giáng xuống làm Bảo Ninh Đại vương (保寧大王) rồi giam lỏng. Nhà Trần chấm dứt.
Sau này sách sử không còn ghi chép gì về ông.